# Monte della Torraccia
Il monte della Torraccia (1083 m) è una cima dell'Appennino modenese situata nel territorio comunale di Montese, nei pressi della frazione Iola, abbastanza isolata dalle montagne e catene montuose limitrofe.
Il complesso più vicino è quello di monte Terminale (1008 m), composto anche da Cimon della Piella (996 m), verso nord, mentre verso sud, la prima vetta ragguardevole che di incontra è quella di monte Gorgolesco (1124 m), del massiccio di monte Belvedere.
Dal monte della Torraccia nascono dal versante settentrionale il rio Marano e dal versante meridionale il rio Malandrone; essi, unitisi dopo pochi chilometri, dànno origine al torrente Marano, un affluente di sinistra del fiume Reno.